# Slag bij Bougafer
De Slag bij Bougafer (Frans: Bataille de Bougafer, Arabisch: معركة بوغافر) was een gewapend conflict dat plaatsvond in februari en maart 1933 in het zuiden van Marokko, in de regio Jbel Saghro nabij Bougafer. Het conflict stond symbool voor het verzet van de Aït Atta-stam tegen de Franse koloniale expansie tijdens de zogenaamde pacificatie van Marokko.

## Achtergrond
Vanaf het begin van het Franse protectoraat in 1912 breidden Franse troepen hun gezag geleidelijk uit over de Marokkaanse gebieden die tot dan toe grotendeels autonoom werden bestuurd. De Aït Atta, een machtige Berberstam in de regio Jbel Saghro, weigerde Franse overheersing te accepteren. Onder leiding van hun caïd Assou Oubasslam boden zij jarenlang verzet tegen de Franse militaire campagnes in het zuiden.
In 1933 besloot het Franse leger onder generaal Henri Giraud een definitieve campagne te lanceren om de regio onder controle te krijgen. Bougafer, een strategisch gelegen massief in het Saghro-gebergte, werd het bolwerk van het Aït Atta-verzet.

## Verloop van de slag
De Fransen mobiliseerden ongeveer 80.000 manschappen, ondersteund door artillerie en luchtbombardementen. Het gebied rond Bougafer bood echter natuurlijke verdedigingsvoordelen voor de circa 12.000 strijders van de Aït Atta. Gedurende enkele weken wisten de opstandelingen hardnekkig stand te houden, ondanks zware beschietingen en blokkades.
Volgens Franse militaire rapporten waren er ongeveer 600 Franse verliezen en duizenden slachtoffers aan de zijde van de Aït Atta, inclusief vrouwen en kinderen die in het gebied schuilhielden. Uiteindelijk werden de Aït Atta in maart 1933 gedwongen om hun strijd te staken, na onderhandelingen die voorzagen in het behoud van een zekere autonomie onder Franse heerschappij.

## Nasleep en betekenis
De Slag bij Bougafer wordt in de Marokkaanse nationale herinnering gezien als een symbool van moed en verzet tegen koloniale onderdrukking. Hoewel de Aït Atta zich formeel overgaven, wisten zij aanzienlijke sociale en bestuurlijke rechten te behouden, waaronder het aanstellen van hun eigen leiders.
De slag wordt jaarlijks herdacht in de regio Saghro, waarbij de figuur van Assou Oubasslam als verzetsheld centraal staat. Bougafer geldt tot op de dag van vandaag als een symbool van Amazighdentiteit en onafhankelijkheidsdrang.